# 12 (The Notwist)
12 è il terzo album del gruppo musicale tedesco The Notwist, pubblicato nel 1995.
Può essere considerato un album di transizione tra i primi lavori di impronta punk e metal ai successivi lavori di musica elettronica.
L'album è stato ripubblicato nel 2003 dopo il successo di Neon Golden.

## Tracce
1. Torture Day – 6:10
2. My Phrasebook – 2:00
3. Puzzle – 3:44
4. M – 4:12
5. Noah – 5:30
6. My Faults – 3:14
7. The Strings – 4:30
8. Instr. – 2:49
9. 12 – 6:55